# Felhasználói felület
A felhasználói felület (angolul user interface, röviden UI) egy berendezés (például a számítógép), vagy egy számítógépes program (például egy operációs rendszer) azon elemeinek összessége, amelyek a felhasználóval való kommunikációért felelősek, és a berendezés vagy program irányítását, vezérlését lehetővé teszik.
A leggyakrabban előforduló felhasználói felület típusai:
- Fénykijelzős parancsgombos felület: a gép irányítása, a parancsbevitel egyszerű, vagy szöveges feliratú kapcsolókkal (nyomó- vagy érintőgombok, csúszkák stb.) történik, míg az üzenetek kijelzése LED-ekkel vagy lámpákkal. Sok korai számítógépnél (például Conrad Zuse Z-szériája) még alkalmazták ezt a felületet is.

Belső vezérlésű gépeknél, szoftveres irányításnál:
- Parancssoros felhasználói felület (CLI – Command Line Interface): a parancsbevitel billentyűzettel történik, az üzenetkijelzés a monitoron, szintén szöveges formában.
- Szöveges felhasználói felület (TUI – Text User Interface): a monitoron szöveges feliratú karaktercellák helyettesítik a nyomógombokat és egyéb grafikus elemeket.
- Grafikus felhasználói felület (GUI – Graphic User Interface): a képernyőn szöveges és grafikus elemek együttesen jelennek meg.

A felhasználói felület vagy az ember-gép interfész a gép azon része, amely kezeli az ember-gép interakciót. A membránkapcsolók, a gumibillentyűk és az érintőképernyők példák az emberi gép interfész fizikai részére, amelyet láthatunk és megérinthetünk.
Az összetett rendszerek, az ember-gép interfész tipikusan számítógépes. Az ember-számítógép interfész kifejezés erre a fajta rendszerre utal. A számítással összefüggésben a kifejezés jellemzően kiterjed az ember és a számítógép közötti interakció során használt fizikai elemek vezérlésére szolgáló szoftverre is. Ember-gép interfészek tervezését az ergonómia (emberi tényezők) figyelembevétele segíti. A megfelelő tudományágak az emberi tényezők mérnöki (HFE) és a használhatósági mérnöki (UE) rendszerek, amelyek a rendszertervezés részét képezik. Az emberi tényezőknek az interfésztervezésbe történő beépítésére szolgáló eszközöket a számítástechnika ismeretein alapulva fejlesztik ki, mint például a számítógépes grafika, az operációs rendszerek, a programozási nyelvek. Manapság a grafikus felhasználói felület kifejezést használjuk az ember-gép interfészhez a számítógépeken, mivel szinte mindegyikük grafikát használ.

## Példák

### Fényképek

#### Ember-gép kommunikációs felület

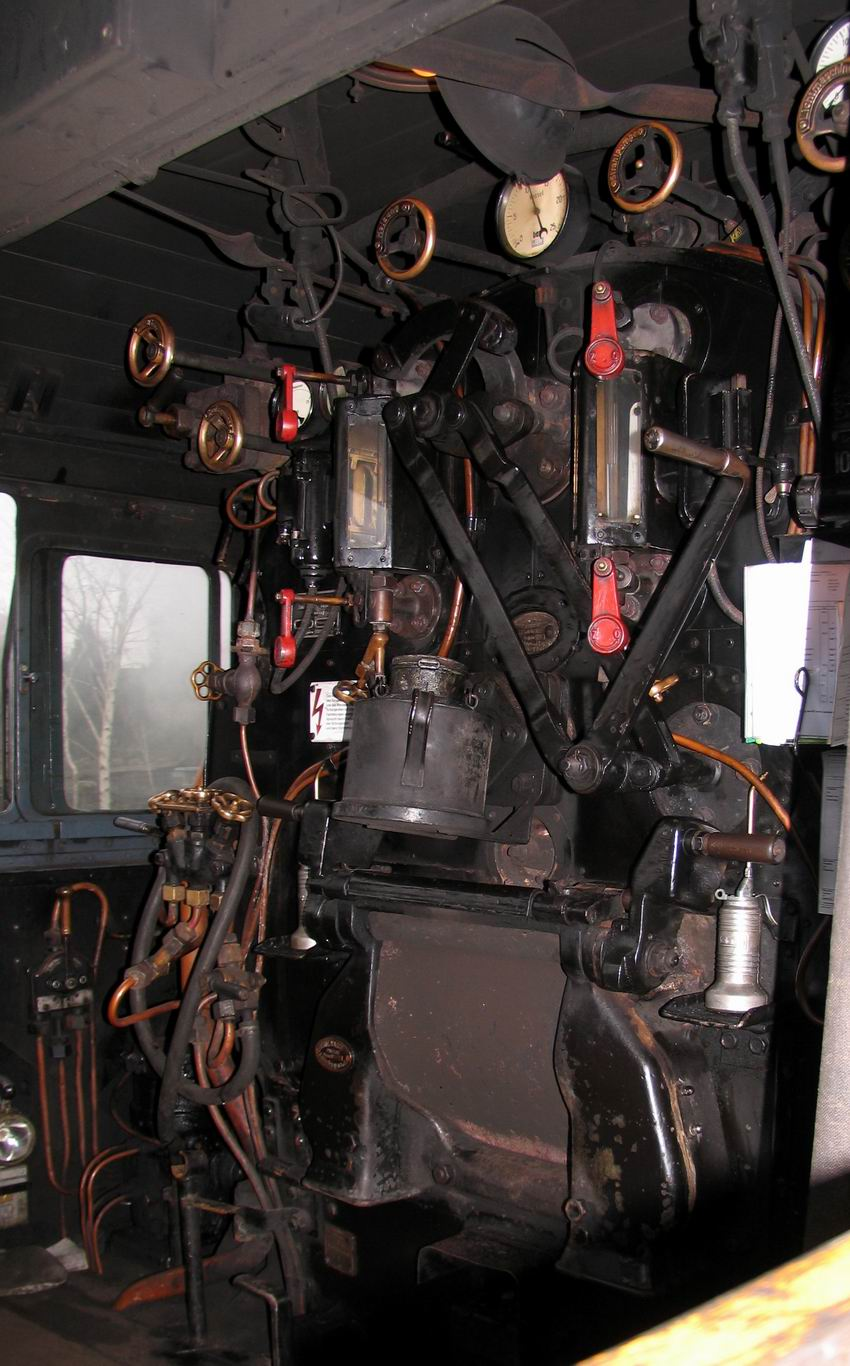
Régi ember-gép kommunikációs felület egy gőzmozdonyban
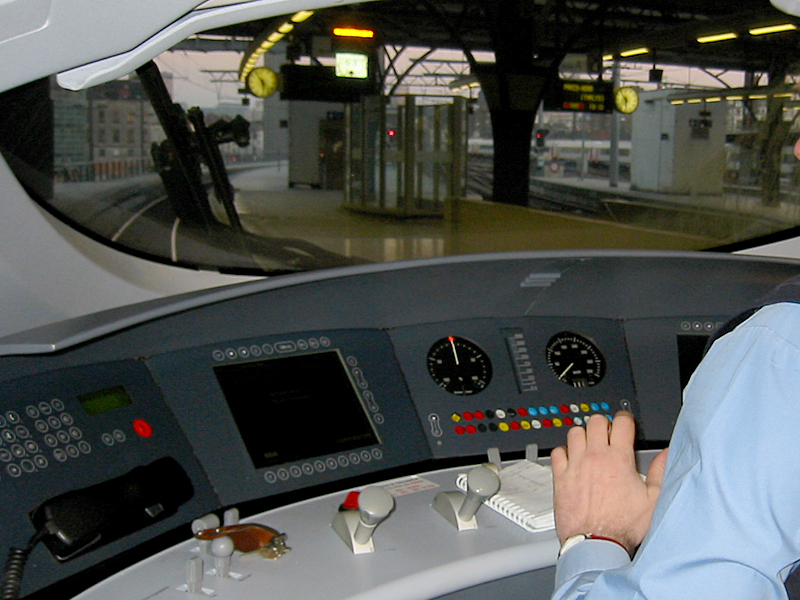
Modern ember-gép kommunikációs felület egy ICE-ben
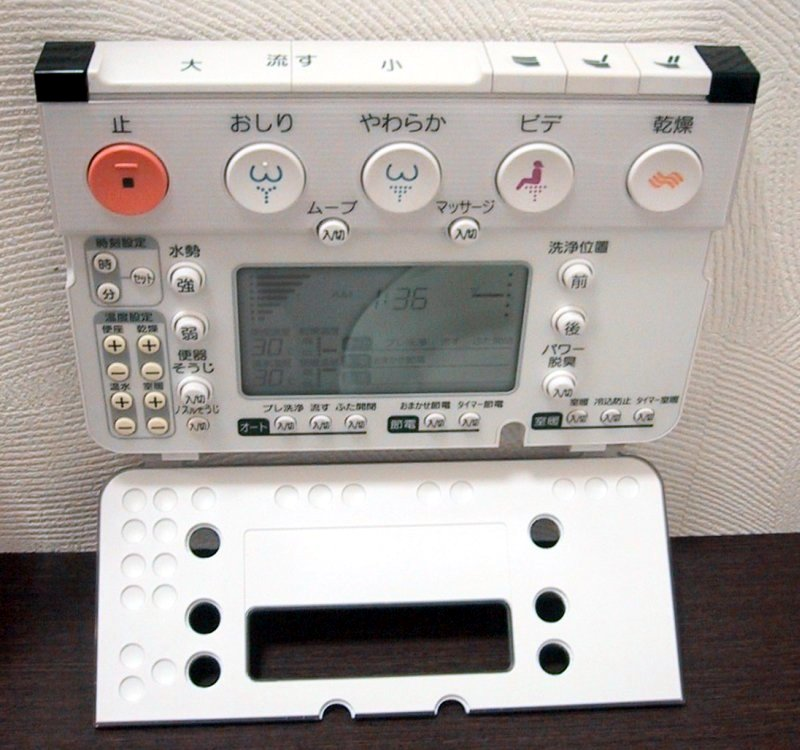
Ember-gép kommunikációs felület egy WC-ben (Japán)
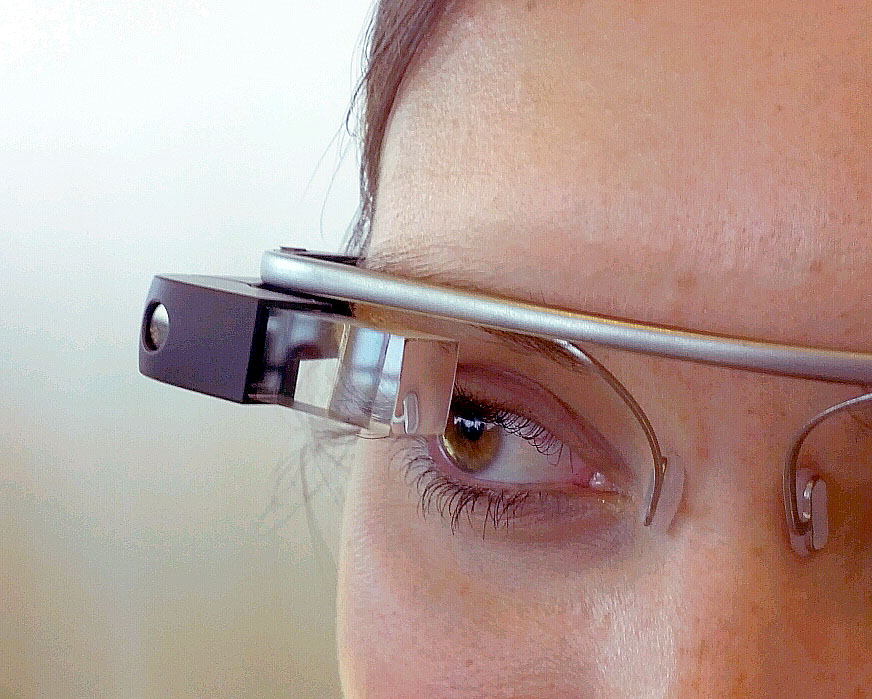
A beszédfelismerés, mint kommunikációs felület és a hordozható komputer
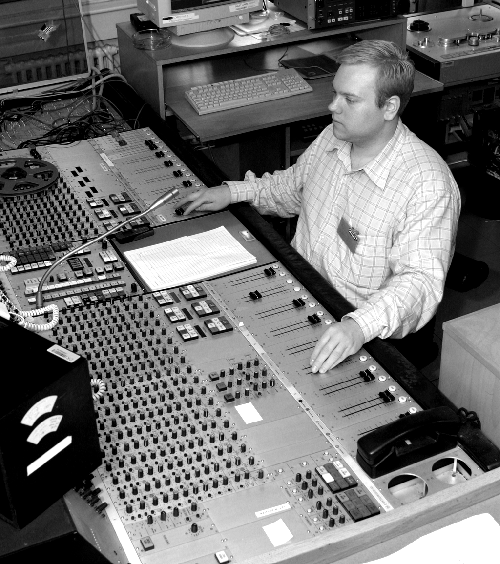
Ember-gép kommunikációs felület hangkeveréshez
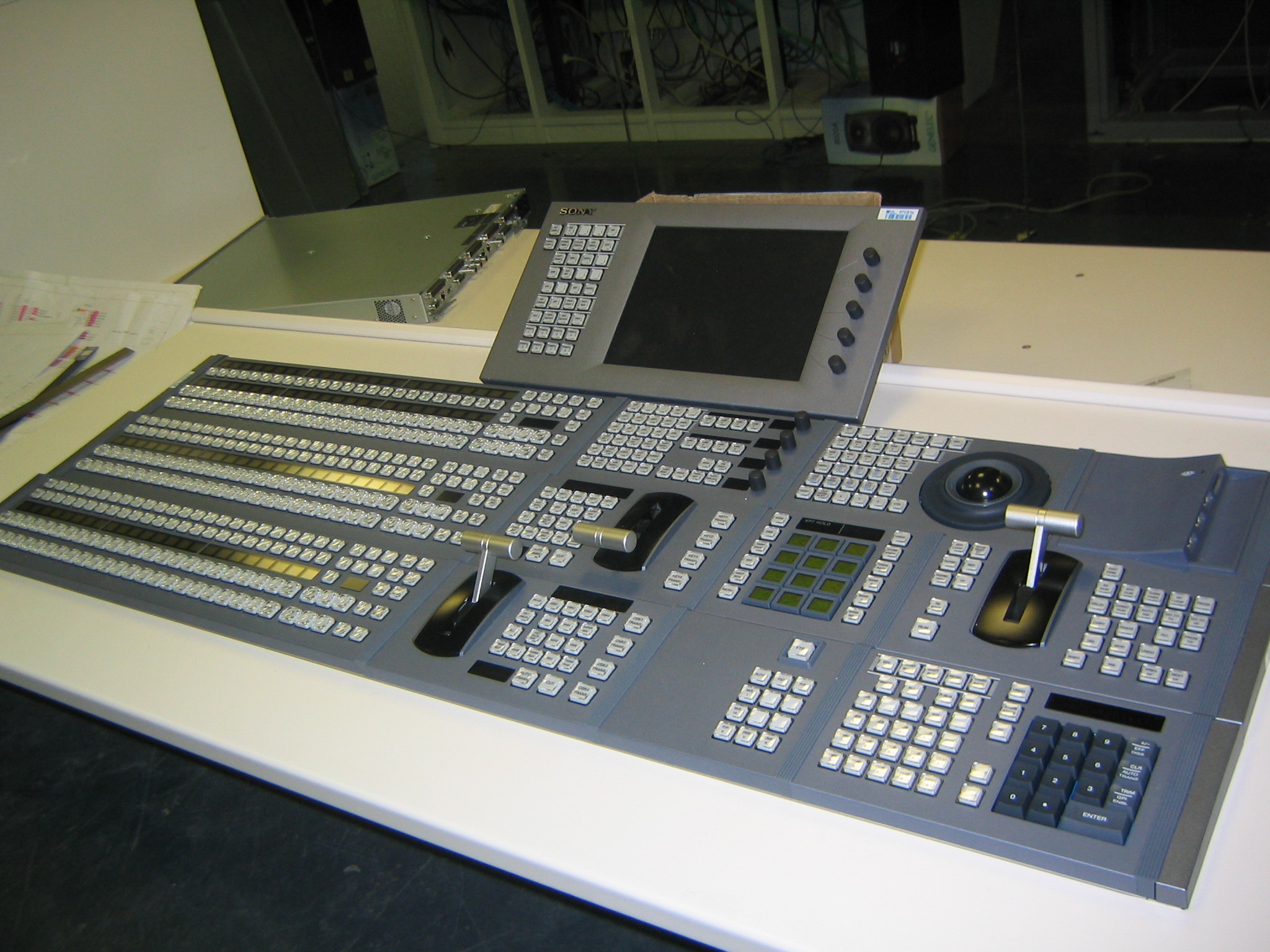
Ember-gép kommunikációs felület filmgyártáshoz
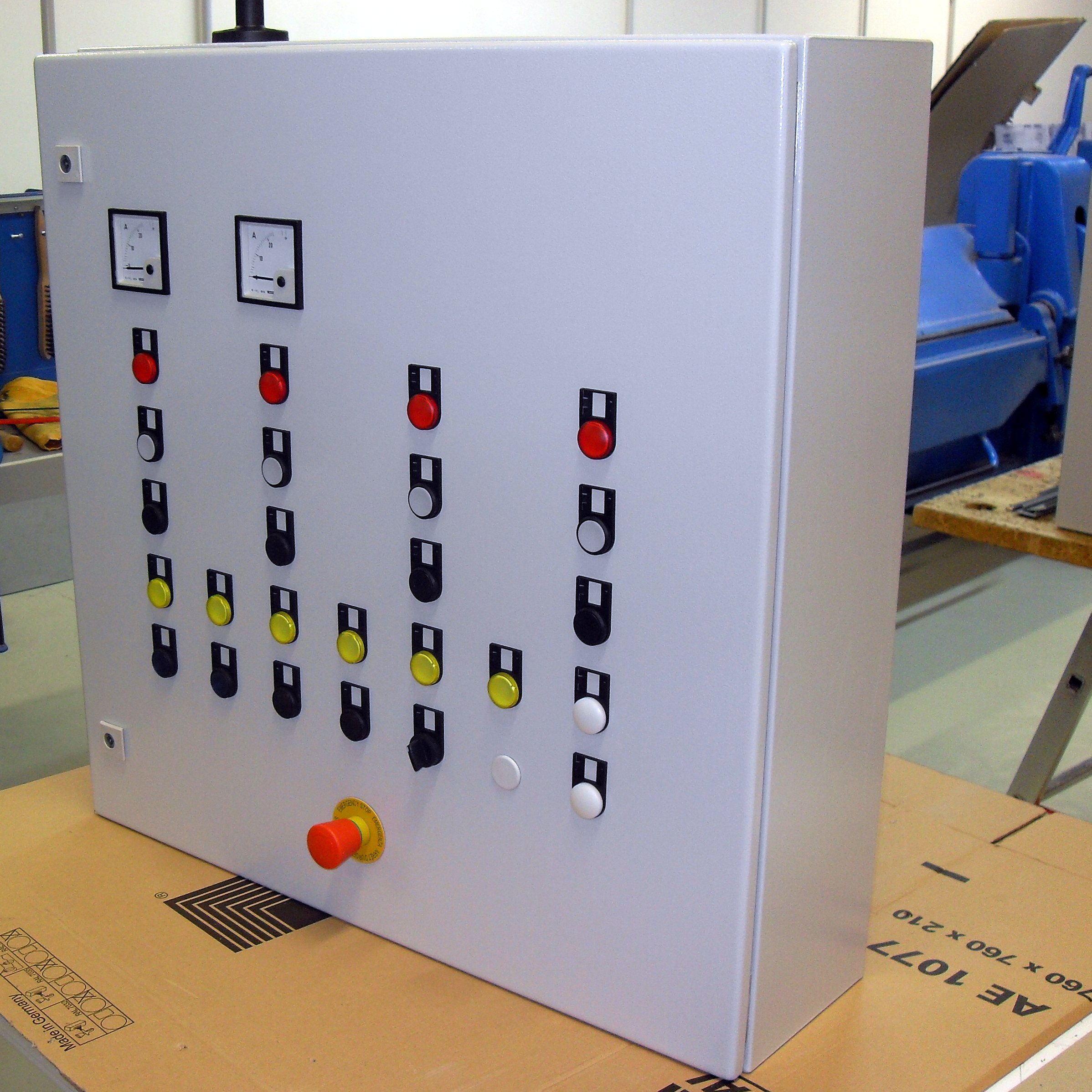
Ember-gép kommunikációs felület egy cukorgyárban
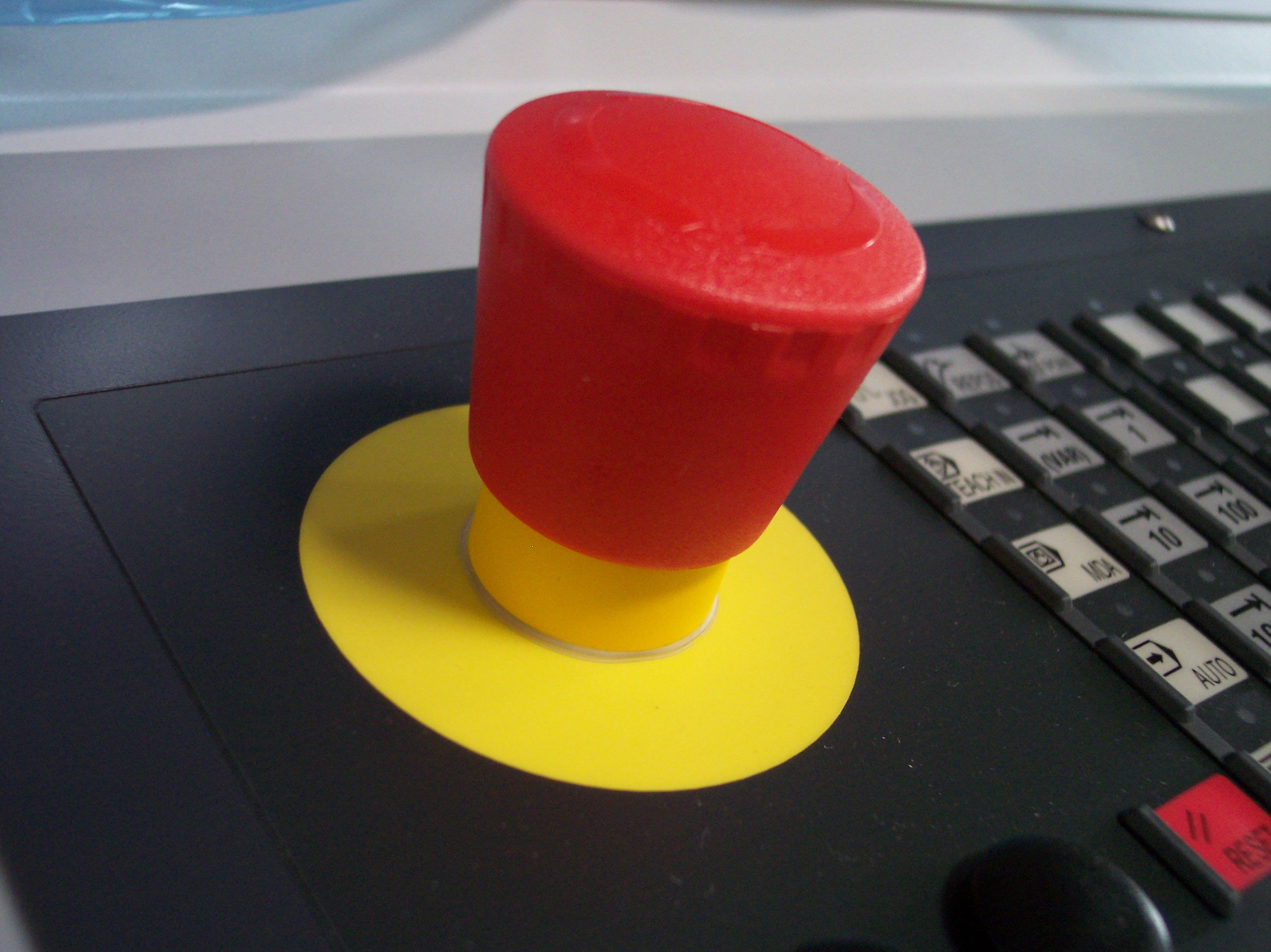
Vészhelyzeti kapcsoló

### Sémák

A felhasználó mindig egy hardverrel kerül kapcsolatba
Különböző hardverhez különböző felhasználói szoftverfelület kell